# ゼバスティアン・ラングカンプ
ゼバスティアン・ラングカンプ（Sebastian Langkamp, 1988年1月15日 - ）は、西ドイツ・シュパイアー出身のサッカー選手。ポジションはDF（センターバック）。
実兄のマティアス・ラングカンプもサッカー選手である。

## クラブ歴
いくつかのクラブを経て、2005年にFCバイエルン・ミュンヘンのアカデミーに入団。2006-07シーズン前半は地域リーグ所属のリザーブチームでプレーし、年明け後にハンブルガーSVに移籍。
2008年1月、カールスルーエSCに移籍、2010年6月30日までの契約を締結した。2009年3月1日のVfBシュツットガルト戦でスタメン入りしブンデスリーガ初出場。4月25日のバイエル・レヴァークーゼン戦でリーグ初得点を挙げた。シーズン終了後にカールスルーエは2.ブンデスリーガに降格したが、自身はクラブへの残留を選択した。
2011-12シーズンより、ブンデスリーガに昇格したFCアウクスブルクに移籍。
2013-14シーズン、ヘルタ・ベルリンにフリーで加入。2019年までの契約を締結し、再びブンデスリーガ昇格クラブでプレー。
2018年1月末、ヴェルダー・ブレーメンに移籍。2019-20シーズン終了を以て、契約満了に伴いヴェーザーシュタディオンを後にする。国内の複数クラブからオファーを受ける中で半年間フリーとなった。
シドニーFCに所属する同胞であるアレクサンダー・バウムヨハンの活躍に影響を受け、2021年1月8日にAリーグのパース・グローリーFCと2年契約を締結した。

## 代表歴
年代別のドイツ代表歴がある。